# Gánguil
Se llama gánguil a un tipo de red de pesca de arrastre que es análoga bastante a la de la Tartana. La diferencia está, además de ser ésta más ancha, en que aquel rastrea a la vela, dando la popa al viento y lleva en ella la red con dos cabos en sus botalones. Y la tartana presenta el costado totalmente al viento, atravesando o extendiendo sus velas pero lleva la red al otro costado opuesto sostenida por otros dos cabos con dos botalones, uno a proa y otro a popa.

## Historia
El uso del gánguil, según parece, es bastante antiguo pero al día de hoy está suprimido. En los mares de Barcelona se ejercía mucho la pesca con él pero se halló por conveniente reducir su número a solo cuatro, según se deduce de Real Cédula de 1726, concediendo permiso para dieciséis parejas al gremio de pescadores de aquella ciudad. 
Únicamente en Valencia han seguido usando para la Albufera del gánguil que consta de una red de malla sumamente estrecha con cinco brazas de piernas o bandas y otras tantas de copo y aplicándolo a la manera que el bou, hacen con dicho arte copiosas pescas de anguilas y otros peces.
Además en la misma Albufera para la misma pesca de anguilas, róbalos, lisas y doradas ponen sedentariamente o de firme la propia red, con el nombre de Parada de gánguil, formando dos filas de estacas y redes que se unen con el gánguil. Estas filas o alas, según pronuncian los pescadores, constan en su longitud desde de treinta brazas. De las estacas salen dos cuerdas por cuyo medio o apoyo está pendiente el arte. 
Para aquella solo se necesitan dos hombres en cada barca con mucho cuidado a fin de evitar se lleve la corriente el gánguil al mar para lo cual pasan a reconocerle de media en media hora. Se emprende siempre en noche oscura y lo mismo es advertir va a salir la luna, levantan al instante la red hasta la siguiente noche, en que vuelven a calar.